# Dominique de La Rochefoucauld-Langeac

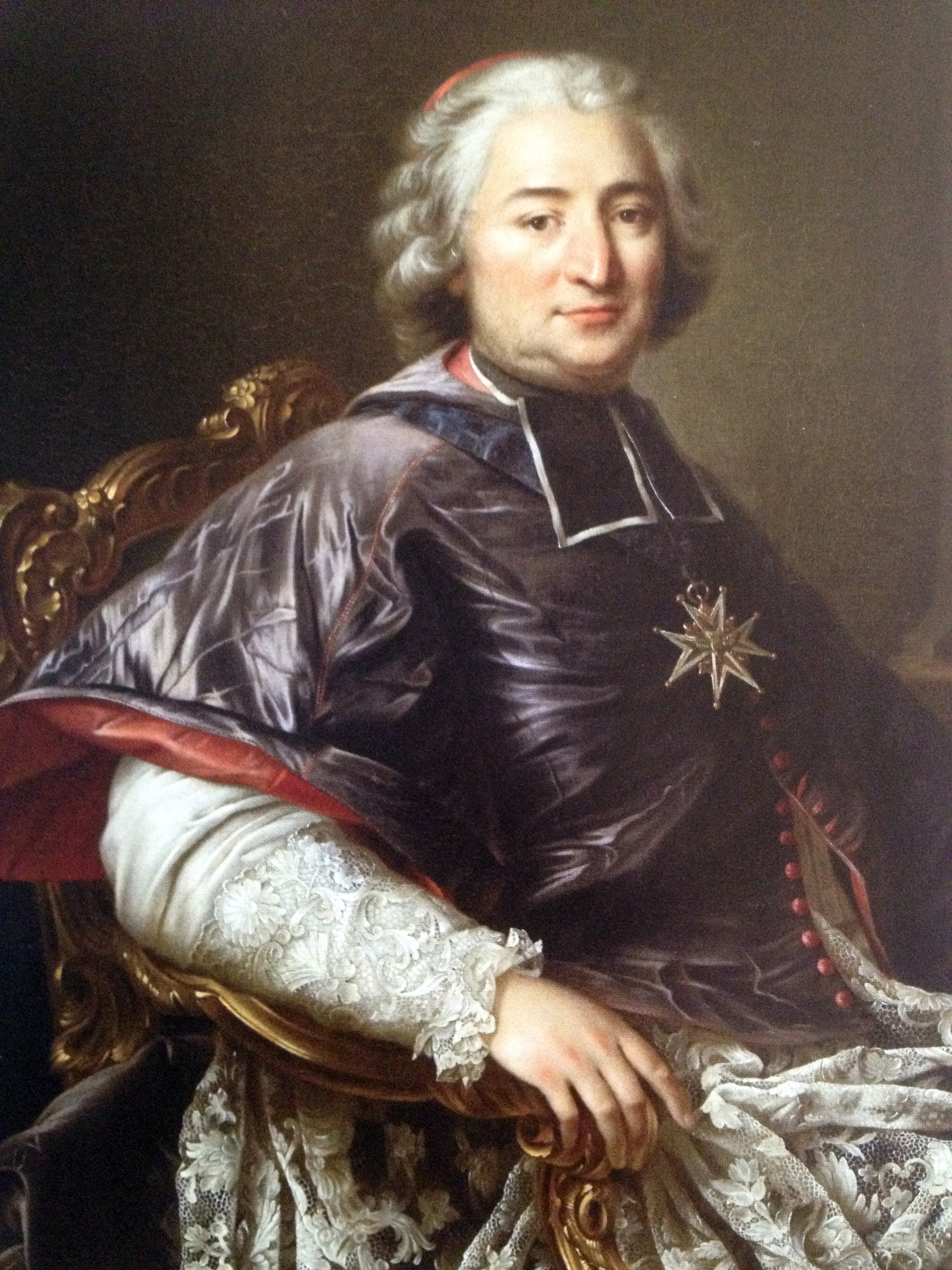
Als ridder van de Orde van de Heilige Geest

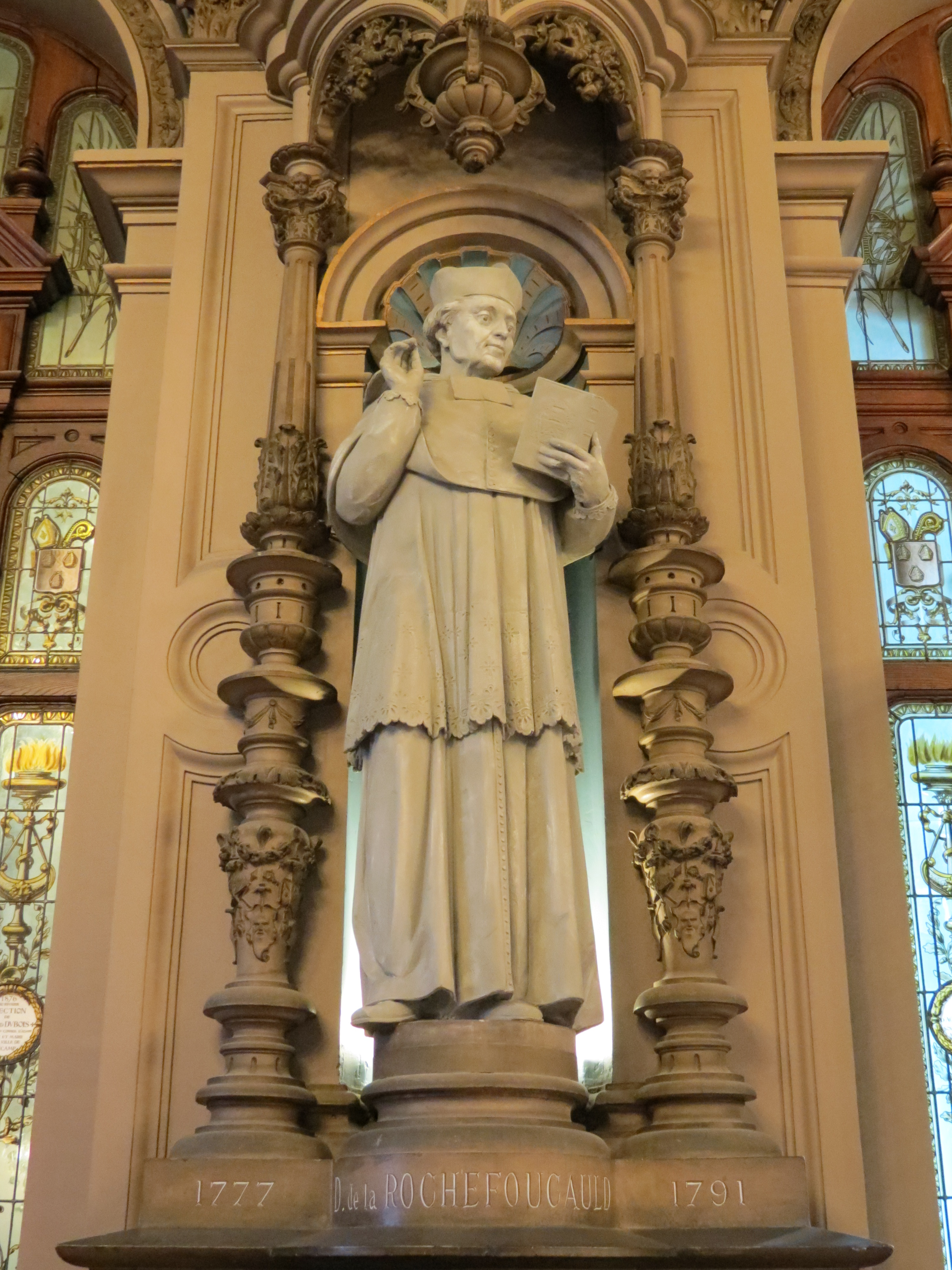
Als laatste abt van Cluny

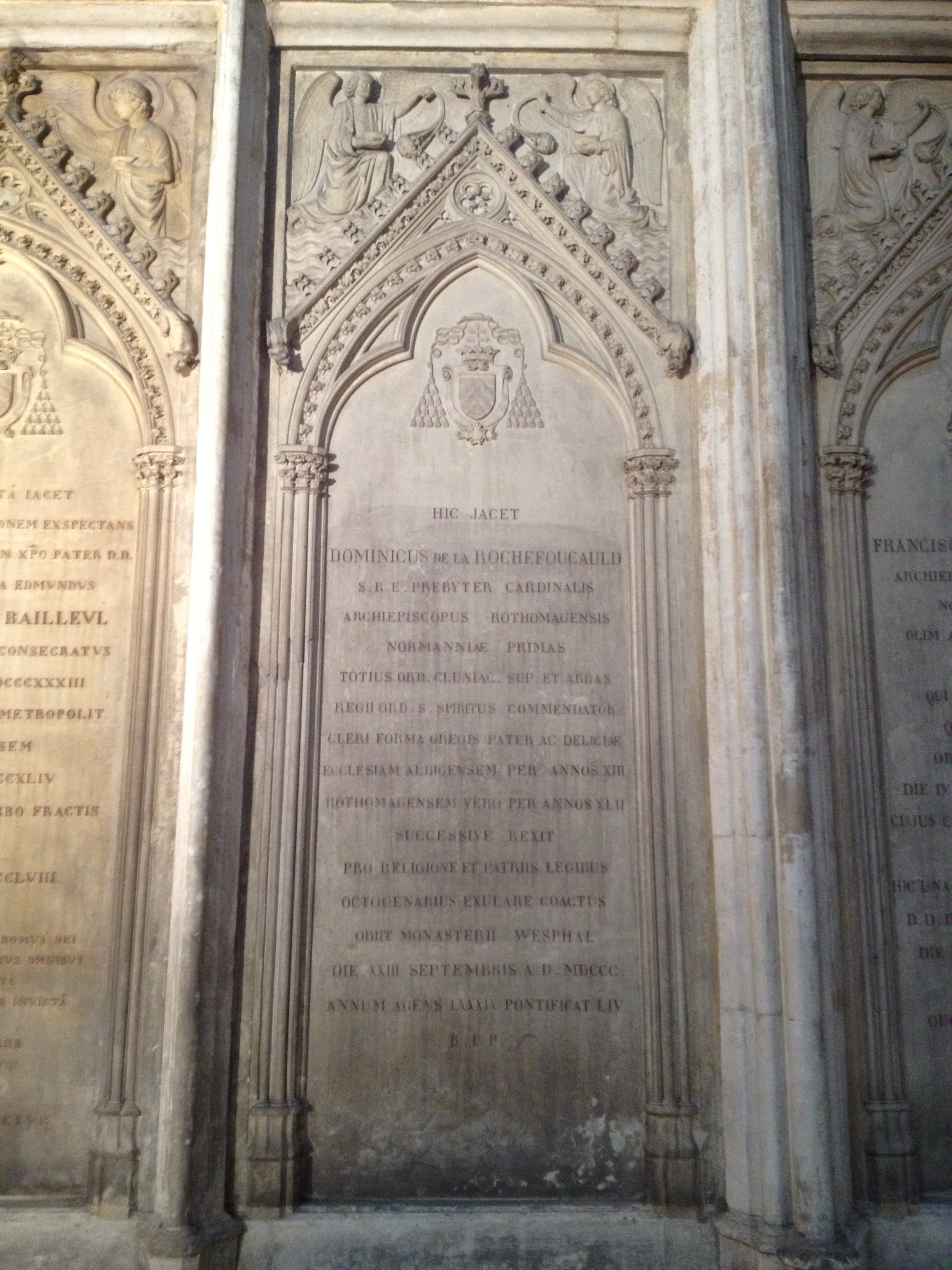
Herdenkingsplaat in de kathedraal van Rouen als kardinaal-aartsbisschop

Dominique de La Rochefoucauld-Langeac (Saint-Chély-d'Apcher, 26 september 1712 - Münster, 23 september 1800) was een kardinaal-aartsbisschop tijdens het ancien régime in Frankrijk. Hij verzette zich tegen de Franse Revolutie en vluchtte naar het prinsbisdom Münster. Daar was hij gedurende 6 jaren verantwoordelijk voor 2.000 Franse priesters die er hun toevlucht genomen hadden.

## Levensloop

### Familie
La Rochefoucauld-Langeac werd geboren op het kasteel van Saint-Elpise in de huidige gemeente Saint-Chély-d'Apcher, in de provincie Languedoc. Zijn ouders waren Jean-Antoine de La Rochefoucauld, heer van Saint-Elpize de Cusson en van Rochegonde, en Marie-Madeleine de la Champ. Hij behoorde tot de grote invloedrijke familie van La Rochefoucauld.

### Kerkelijke carrière
Na zijn priesterstudies in Parijs werd hij benoemd tot vicaris-generaal van het bisdom Bourges, door toedoen van een verwante kardinaal Frédéric-Jérôme de La Rochefoucauld de Roye. 
- Van 1747 tot 1759 was hij aartsbisschop van Albi. Hij liet zich opmerken bij de Franse clerus door zijn pleidooien voor een Gallicaanse kerk, die zich zou onttrekken van Rome.
- Van 1747 tot 1757 was hij prior van de cistercienzerabdij van La Charité-sur-Loire.
- Van 1757 tot 1791 was hij (titulair) abt van Cluny bij dezelfde Orde als in La Charité-sur-Loire. Deze bevordering binnen de Orde bezorgde hem belangrijke inkomsten; hij was overigens de laatste abt van Cluny.
- Van 1759 tot 1800 was hij aartsbisschop van Rouen, en in deze functie, primaat van Normandië. Hij ontving koning Lodewijk XVI en zijn hofhouding met groots vertoon in de kathedraal van Rouen in 1780. De koning bezorgde hem de ridderorde van de Heilige Geest. De primaat van Normandië was een van de belangrijkste politieke tenoren in het ancien régime. Hij zat de Assemblees du Clergé[4] voor, in 1780 en in 1782.
- Van 1778 tot 1791 was hij (titulair) abt van La Trinité in Fécamp, eveneens van cisterciënzers.
- Paus Pius VI creëerde hem kardinaal (1778) met de rang van kardinaal-priester. Hij haalde nooit zijn kardinaalshoed op in Rome en heeft om die reden nooit een titelkerk in Rome gekregen.

### Politieke carrière
- Na de bestorming van de Bastille (1789) zat La Rochefoucald-Langeac de Staten-Generaal voor (1789). Hij probeerde de drie standen (clerus; adel; steden) te versmelten tot één stand doch dit gaf sterke weerstand. Hij werd tevens voorzitter van de provinciale assemblée van Normandië. In de nieuw opgerichte Constituante zetelde hij eveneens. Quasi geen enkel idee van de Franse Revolutie was hij genegen. Wel steunde hij de afschaffing van de slavernij in de Société des amis des Noirs. Hij weigerde manifest trouw te zweren aan de nieuwe grondwet, die de macht en de inkomsten van de clerus erg reduceerde (1790). Als gevolg verloor hij al zijn inkomsten uit het aartsbisdom Rouen en zijn abdijen. Hij bleef nog in Parijs wonen.
- Na de bestorming van de Tuilerieën (1792) had de 80-jarige kardinaal genoeg van het revolutionaire Parijs en vluchtte naar Maastricht (1792-1793). Vervolgens bleef hij nog kort in Brussel (1793-1794) in de Oostenrijkse Nederlanden. Toen de Fransen oprukten naar Brussel, vluchtte hij naar het prinsbisdom Münster (1794). Vele Franse priesters hadden er reeds hun toevlucht gevonden. Tweeduizend priesters leefden in Münster, van wie 145 uit zijn aartsbisdom Rouen. Als oudste bisschop van Frankrijk nam de 80-jarige de taak op zich huisvesting, onderhoud en organisatie van de Franse clerus te verzorgen. Hij overleed in Münster 6 jaar later, in 1800. De prinsbisschop van Münster, die tevens prins-aartsbisschop van Keulen was, Maximiliaan-Frans van Oostenrijk, bezorgde hem een staatsbegrafenis. Pas in 1876 werd zijn stoffelijk overschot overgebracht naar de crypte in de kathedraal van Rouen.

- Bibliothèque nationale de France: cb12447725x (data)
- Gemeinsame Normdatei: 120172364
- International Standard Name Identifier: 0000 0000 8342 2313
- Library of Congress Control Number: nb2013001660
- Nederlandse Thesaurus van Auteursnamen: 237295989
- Système universitaire de documentation: 11915823X
- Virtual International Authority File: 22235941
- WorldCat: E39PBJgcXgQQVPwJbXjwKG46rq